# Tomás Lecanda
Tomás Lecanda, né le 29 janvier 2002 en Argentine, est un footballeur argentin qui évolue au poste de défenseur central à River Plate.

## Biographie

### River Plate
Lecanda est formé par l'un des clubs les plus prestigieux d'Argentine, River Plate.

### En sélection
Avec les moins de 17 ans, il participe au championnat sud-américain moins de 17 ans en 2019. Lors de cette compétition organisée au Pérou, il joue quatre matchs, tous en tant que titulaire. L'Argentine remporte le tournoi avec un bilan de cinq victoires, deux nuls et deux défaites.
En juin 2019, il se met en évidence en inscrivant trois buts lors de matchs amicaux : deux buts lors de la double confrontation face à la Russie, et un but contre la Turquie.
Quelques mois plus tard, il dispute la Coupe du monde des moins de 17 ans organisée au Brésil. Lors du mondial junior, il ne joue qu'un seul match, contre le Tadjikistan. L'Argentine s'incline en huitièmes de finale face au Paraguay.

### Style de jeu
Tomás Lecanda est décrit comme un joueur qui a beaucoup de personnalité, qui possède une bonne technique, à l'aise dans le jeu aérien et qui est bon dans l'anticipation. Il prend pour modèle l'ancien international argentin Javier Mascherano.

## Palmarès
- Vainqueur du championnat de la CONMEBOL des moins de 17 ans en 2019 avec l'équipe d'Argentine des moins de 17 ans